# 2882 Tedesco
2882 Tedesco este un asteroid din centura principală, descoperit pe 26 iulie 1981 de Edward Bowell.